# Vitória do Mearim
Vitória do Mearim là một đô thị thuộc bang Maranhão, Brasil. Đô thị này có diện tích 726,435 km², dân số năm 2007 là 30819 người, mật độ 42,42 người/km².